# Fresno de la Polvorosa (kommunhuvudort)
Fresno de la Polvorosa är en kommunhuvudort i Spanien.   Den ligger i provinsen Provincia de Zamora och regionen Kastilien och Leon, i den nordvästra delen av landet, 250 km nordväst om huvudstaden Madrid. Fresno de la Polvorosa ligger 724 meter över havet och antalet invånare är 198.
Terrängen runt Fresno de la Polvorosa är platt. Runt Fresno de la Polvorosa är det ganska glesbefolkat, med 23 invånare per kvadratkilometer. Närmaste större samhälle är Benavente, 11,7 km sydost om Fresno de la Polvorosa. Trakten runt Fresno de la Polvorosa består till största delen av jordbruksmark.